# Phenacolepas malonei
Phenacolepas malonei är en snäckart som beskrevs av Vanatta 1912. Phenacolepas malonei ingår i släktet Phenacolepas och familjen Phenacolepadidae. Inga underarter finns listade i Catalogue of Life.